# Maculobates vulgaris
Maculobates vulgaris är en kvalsterart som beskrevs av Hammer 1967. Maculobates vulgaris ingår i släktet Maculobates och familjen Liebstadiidae. Inga underarter finns listade i Catalogue of Life.